# بابلو باريوس (لاعب كرة قدم)
بابلو باريوس ريفاس (مواليد 15 يونيو 2003) هو لاعب كرة قدم إسباني محترف يلعب كلاعب خط وسط هجومي مع نادي أتلتيكو مدريد في الدوري الإسباني، فاز مع |المنتخب الإسباني الأولمبي بالميدالية الذهبية في الألعاب الأولمبية الصيفية 2024.

## الأنجازات
منتخب إسبانيا تحت 23 سنة
- الألعاب الأولمبية الصيفية الميدالية الذهبية: 2024